# Максимкина, Ульяна Вадимовна
Ульяна Максимкина (26 января 1996 года, Екатеринбург) — российская танцовщица.

## Биография
Родилась 26 января 1996 года в Екатеринбурге.
Образование получила в Литовском спортивном университете (LSU), факультет — биохимия, биомеханика, специальность — «тренер по спортивным бальным танцам».

## Карьера
Заниматься бальными танцами начала с 1999 года.
С 2006 года выступала вместе с Александром Беззапонным, а с 2007 года — Евгением Павлосом. С Евгением выступала за клуб «Верх-Исетский» и стала победителем детского турнира в Перми, на соревнованиях в Ижевске, Тюмени, Уфе, Лобне, екатеринбургском Primavera Cup.
В возрасте 14 лет перебралась в Москву и выступала вместе с Антоном Лам-Вири. Участвовали в таких турнирах, как German Open 2010, чемпионат Москвы, Magic Dance Cup 2010, «Ритм-2010».
С 2011 года её партнером стал Владимир Василевич. Стали победителями чемпионата России 2012 года среди молодежи по 10 танцам, чемпионами Европы в 10 танцах, серебряными призёрами европейского первенства в латине, победы на турнирах в Краснодаре, Москве, Baltic Grand Prix в Латвии, Dance Triumph в Украине, Brno Open в Чехии, WDSF World Open Alassio в Италии. Последним совместным выступлением пары стал Dance Open 2013 в Турции.
Во время обучения в Литве, танцевала с местным спортсменом Дейвидасом Симашкой.
С 2016 по 2017 год Максимкина танцевала в паре со Станиславом Николаевым, с 2017 года выступала в паре с Евгением Кузиным, они стали финалистами чемпионата России и чемпионата мира WDO 2019.
В январе 2021 года участвовала в проекте канала «Россия-1» «Танцы со звездами» в паре с актёром Антоном Шагиным. Заняли 5 место.
В данный момент также является тренером и хореографом.

## Награды
- Мастер спорта по спортивным бальным танцам[2].
- Танцор международного класса[2].
- Финалистка Чемпионата мира в латиноамериканской программе (2019)[13].
- Чемпионка Европы в десяти танцах (2012)[13].
- Финалист Чемпионата России в латиноамериканской программе[13].
- Второе место — UK Professional Rising Star в латиноамериканской программе (2016)[13].
- 5 место в шоу «Танцы со звёздами» (2021)[17].

## Факты
- Увлекается конным спортом и рисованием маслом[13].